# Renfe série 465
La série 465 est constituée d’automotrices Civia à cinq éléments, destinées aux Cercanías (transports de proximité). Elles ont été développées par la CAF pour la Renfe. Par la suite, Alstom a développé des rames Civia à partir du modèle réalisé par la CAF avec Siemens, mais avec des équipements électriques propres à Alstom. Ce sont les premières rames à plancher bas, permettant l'accès de personnes à mobilité réduite (PMR). Elles sont entrées en service en 2004.

## Conception
Les rames de la série 465 sont constituées de deux motrices et de trois remorques à plancher bas, la remorque centrale étant équipée de WC.
Ces trains font l'objet des séries 462, 463, 464 et 465, respectivement à 2, 3, 4 et 5 caisses, mais étant couplables entre elles, on les regroupe sous la dénomination Civia. Elles ont été livrées en  5 lots : Civia I, Civia II, Civia III, Civia IV et Civia V. Le gros de la série a été commandé avec le troisième lot, le 10 janvier 2006 : 40 unités à fournir par la CAF et 11 par Alstom.

## Service
La série 465 est en service sur les lignes C-1, C-3, C-4, C-7 et C-10 des Cercanías Madrid.

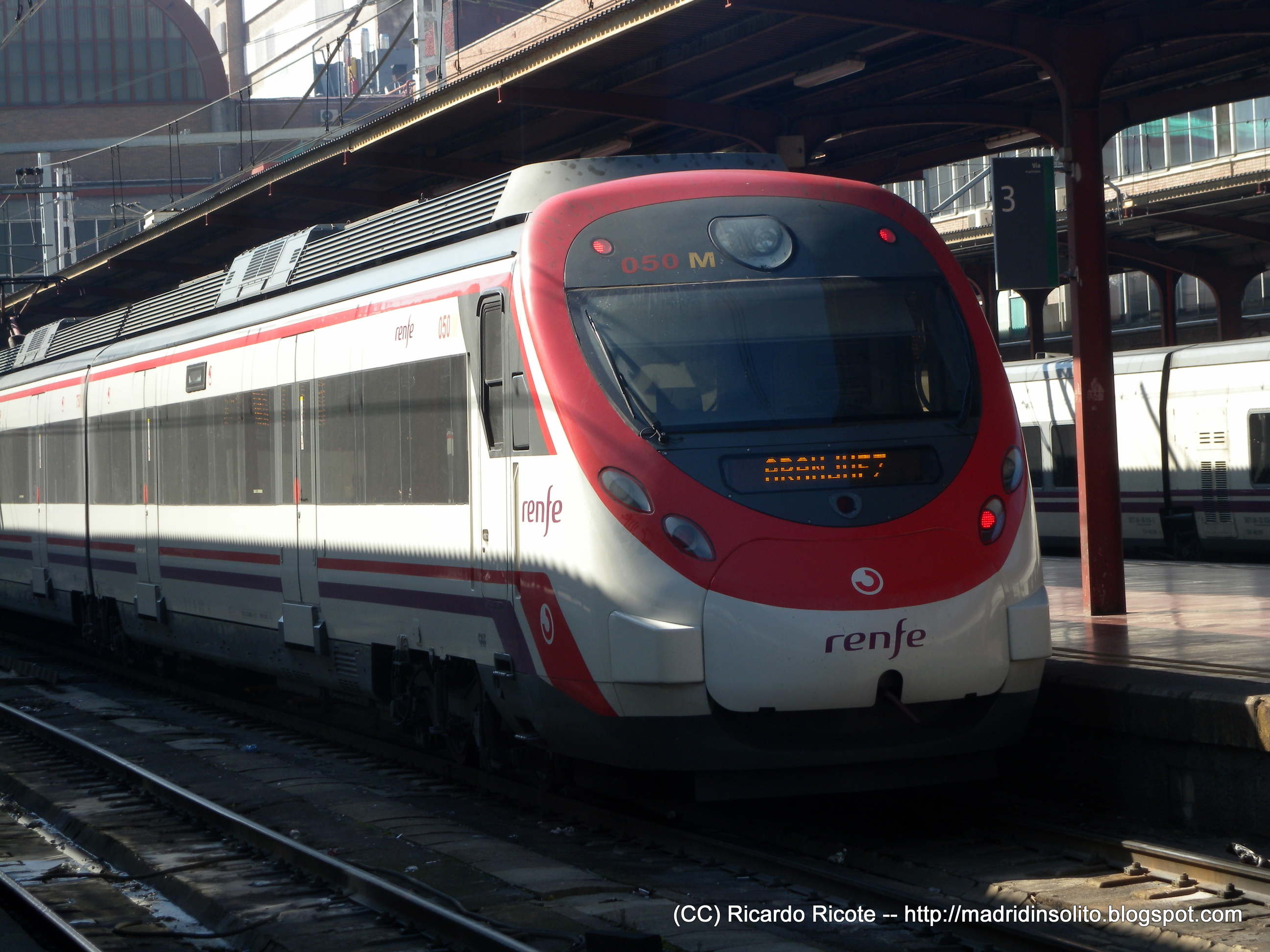
Renfe Civia 465 Cercanías Madrid

Schéma d'une automotrice CIVIA de la renfe.